# Shinshicho
Shinshicho (auch Tinticho) ist eine Kleinstadt im Südwesten Äthiopiens. Sie liegt in der Woreda Kacha Bira in der Kembata Tembaro Zone der Region der südlichen Nationen, Nationalitäten und Völker.

## Lage
Die Stadt befindet sich etwa 230 km von der nordöstlich gelegenen Hauptstadt Addis Abbeba entfernt im Hochland von Abessinien auf etwa 1870 m Höhe. Eine Asphaltstraße verbindet Shinshicho mit den Städten Hadero im Westen und Durame im Osten.

## Bevölkerung
2007 hatte Shinshicho nach Angaben der Zentralen Statistikagentur Äthiopiens 14.285 Einwohner.

## Einrichtungen
Shinshicho verfügt über ein Krankenhaus, Schulen, Kirchen, Banken und Tankstellen.